# Louis Jansen (burgemeester)
Lodewijk Frank Willem (Louis) Jansen (Brummen, 27 augustus 1915 – Oss, 10 april 2010) was een Nederlandse verzetsstrijder en burgemeester van de KVP.
Jansen nam in de Tweede Wereldoorlog deel aan het verzet en zat een tijd ondergedoken. In 1946 werd hij burgemeester van de Noord-Brabantse gemeente Cuijk en Sint Agatha. In 1960 was hij burgemeester af maar werd drie jaar later burgemeester van de even verderop in Noord-Brabant gelegen gemeente Oss. Om de plaatselijke bedrijvigheid te stimuleren, ijverde hij voor een betere ontsluiting van Oss. Zijn inspanningen bleven niet zonder resultaat. Niet alleen kwam het wegennet op een hoger plan maar er werd in 1968 ook een haven gerealiseerd die dankzij het in 1963 aangelegde Burgemeester Delenkanaal met de Maas in verbinding staat. Deze haven werd naar hem vernoemd, de Burgemeester Jansenhaven. Ook zette hij zich in om het vooroorlogse karakter van de stad te moderniseren. In 1980 ging hij met pensioen maar vanaf april 1984 was hij nog enkele jaren waarnemend burgemeester van Maasdriel.
Louis Jansen overleed op 94-jarige leeftijd. Hij was twee keer getrouwd; zijn eerste echtgenote was in 1983 overleden, waarna hij in 1985 was hertrouwd.

## Onderscheiding
- Officier in de Orde van Oranje-Nassau, 1969